# Dischidiopsis imberbis
Dischidiopsis imberbis är en oleanderväxtart som beskrevs av Rudolf Schlechter. Dischidiopsis imberbis ingår i släktet Dischidiopsis och familjen oleanderväxter. Inga underarter finns listade i Catalogue of Life.